# Bouillante
Bouillante é uma comuna francesa, situada no departementoa de Guadalupe. Conta com mais de 7 511 habitantes. Esta situada na Ilha de Basse-Terre.

## Geminação
- Marlenheim, França

## Ligações Externas
- Site sul da comuna de Bouillante.
- Site du Conselho geral de Guadeloupe.